# Barueri
Barueri è un comune del Brasile nello Stato di San Paolo, parte della mesoregione Metropolitana de São Paulo e della microregione di Osasco.
Barueri è situata nella regione metropolitana della grande San Paolo del Brasile, a una distanza di 26,5 km dal centro di San Paolo. Barueri è tra le prime dieci città per crescita di popolazione nello Stato di San Paolo.
La città senza una zona agricola, concentra tutta la popolazione nella zona urbana.

## Storia
Il comune è stato creato nel 1948 con legge statale.

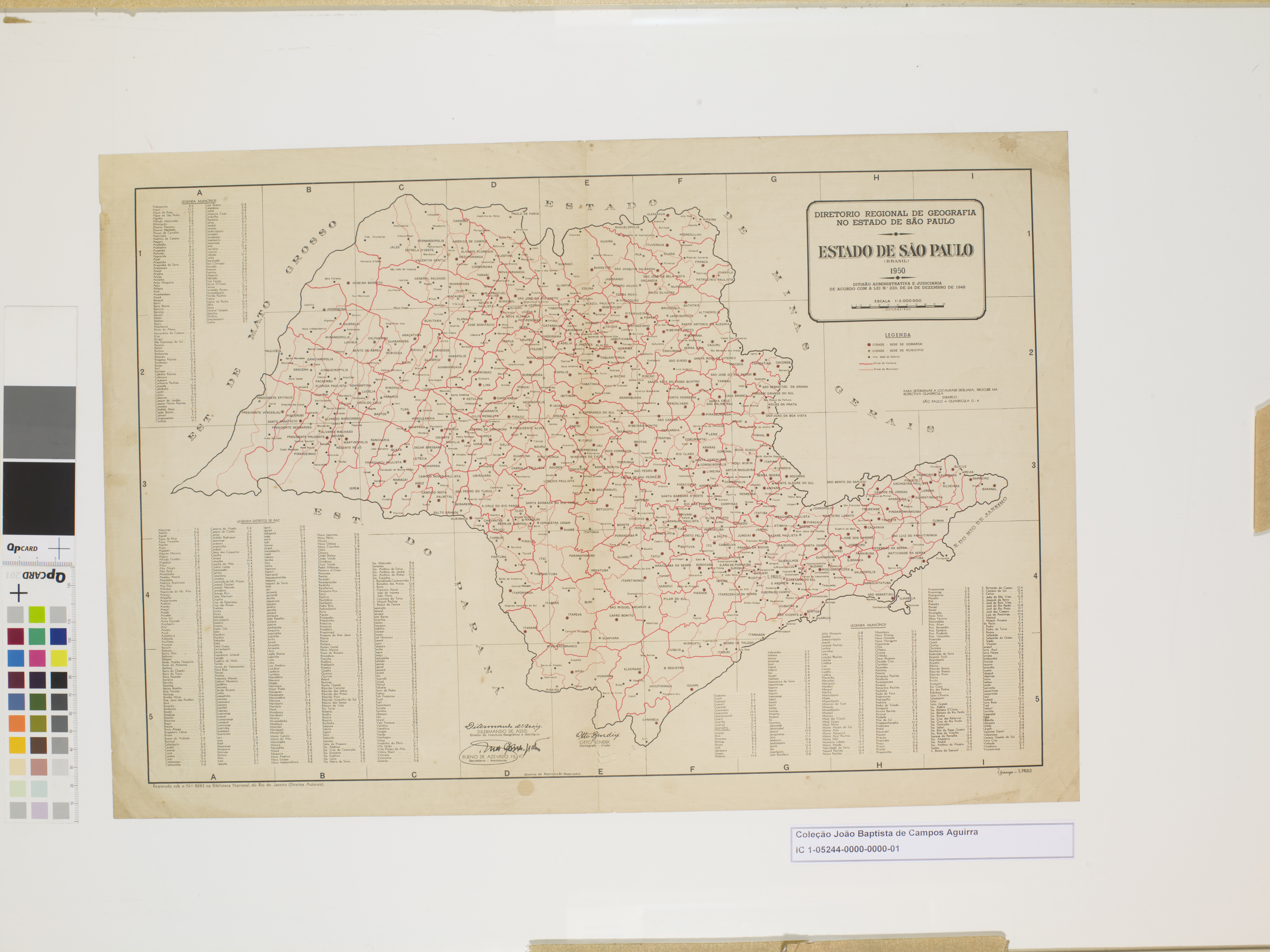
Mappa dello stato di San Paolo (1948).

## Evoluzione demografia
Abitanti censiti